# Lénard Ndjadi Ndjate
Lénard Ndjadi Ndjate (ur. 2 maja 1976 w Yanonge) – kongijski duchowny katolicki, kombonianin, biskup pomocniczy Kisangani od 2023.

## Życiorys

### Prezbiterat
Święcenia kapłańskie przyjął 13 sierpnia 2006 w zakonie kombonianów. Po święceniach pracował jako proboszcz zakonnej parafii w Bangi oraz jako radny prowincjalny. Po studiach w Rzymie został skierowany jako przełożony do międzynarodowego nowicjatu w Kotonu. W 2020 wybrany prowincjałem.

### Episkopat
13 maja 2023 papież Franciszek mianował go biskupem pomocniczym Kisangani, ze stolicą tytularną Casae in Numidia. Sakry udzielił mu 13 sierpnia 2023 kardynał Fridolin Ambongo.